# Гарван
Гарван (мкд. Гарван) је насеље у Северној Македонији, у југоисточном делу државе. Гарван је у саставу општине Конче.

## Географија
Гарван је смештен у југоисточном делу Северне Македоније. Од најближег града, Радовишта, насеље је удаљено 25 km југозападно.
Насеље Гарван се налази у историјској области Лукавица. Насеље је положено у долини реке Криве Лукавице, на приближно 570 метара. Долина је затворена планинама, па се западно од насеља издиже Конечка планина, ка југу Градешка планина, а ка истоку Смрдеш.
Месна клима је континентална, са утицајем Егејског мора (жарка лета).

## Становништво
Гарван је према последњем попису из 2002. године имао 11 становника.
Претежно становништво су етнички Македонци. 
Већинска вероисповест месног становништва је православље.